# 조지아 라리
라리(조지아어: ლარი, ISO 4217: GEL)는 조지아의 통화로 1 라리는 100 테트리(tetri)에 해당된다. 1, 2, 5, 10, 20, 50 테트리, 1, 2 라리 동전과 1, 2, 5, 10, 20, 50, 100, 200 라리 지폐가 통용된다. 환율은 고지된 기준을 보면 2013년 당시 산출 기준상 1GEL은 670원으로 고지되었지만 현재는 1GEL을 기준으로 약 412원에 거래되고 있다. 다만 영국의 파운드 스털링으로 환산할 때 1GBP는 약 3.58 GEL이 된다.

## 같이 보기
- 조지아의 경제